# Antonin-Dalmace Sertillanges
Antonin-Dalmace Sertillanges, (Clermont-Ferrand, 16 de noviembre de 1863 – Sallanches, 26  de julio de 1948), también conocido como Antonin-Gilbert Sertillanges y  Antonin Sertillanges, fue un religioso dominico, filósofo y teólogo francés, considerado uno de los máximos exponentes del neotomismo en la primera mitad del siglo XX.

## Biografía
En 1883 ingresó en la orden de los dominicos, cambiando su nombre por el de Antonin-Gilbert. Responsable de la redacción de la Revue thomiste, en 1900 fue nombrado profesor de ética en el Instituto Católico de París, donde permaneció hasta 1922. La publicación de su extenso ensayo sobre Santo Tomás de Aquino en 1910 hizo que fuera conocido tanto en su país como internacionalmente. En 1918 fue elegido miembro de la Academia de Ciencias Morales y Políticas de Francia. Tras una larga estancia en Jerusalén (1923), se trasladó al convento de Le Saulchoir para enseñar ética social, convirtiéndose progresivamente en uno de los principales representantes franceses del neotomismo, junto a Jacques Maritain y Étienne Gilson. Retornado a París en 1940, falleció de un ataque cardiaco, mientras impartía una conferencia en un monasterio de la Alta Saboya en 1948.

## Obra y pensamiento
Según Sertillanges, toda actividad humana y todo conocimiento encuentra su razón de ser en el cristianismo. En Le Christhiasme et les philosophies, en dos volúmenes, 1939 y 1941, describe aspectos importantes de su pensamiento sobre las relaciones entre el cristianismo y la filosofía. Tras la aparición de los Evangelios no puede existir filosofía que prescinda de sus enseñanzas. Sertillanges afirma: «Sin el cristianismo no existiría ninguna filosofía aceptable... Todas las que han aparecido tras el Evangelio, aun cuando resultan útiles si se funden con él, no habrían podido, por sí mismas, ser de utilidad para nuestra civilización».
El teólogo francés fue también gran conocedor y admirador de Santo Tomás, al que se aproximó cuando en que en los años noventa del siglo XIX, fue responsable de la redacción de la Revue Thomiste. La biografía del santo Thomas d'Aquin, editada en 1910, es un trabajo indispensable para cualquiera que desee profundizar en la vida y obra de Santo Tomás de Aquino. Volvió a tratar sobre Santo Tomás en La philosophie morale de Saint Thomas D'Aquin (1916) y en Les grandes thèses de la philosophie thomiste (1928). Aprecia en el santo dominico su gran inteligencia apoyada en una fe fuerte y en tenso vigor espiritual. Asimismo, logra captar la modernidad del mensaje contenido en la metafísica del ser de Tomás de Aquino, y la profunda autonomía de Aristóteles, que el Aquinate considera como su propio maestro espiritual. Sertillanges escribió: «... se arriesga a alejarse de la autoridad de Aristóteles cada vez que considera tener motivos justos para ello... Santo Tomás retoma la doctrina de Aristóteles y la enriquece sobremanera».
Sertillanges es también conocido por sus estudios sobre Blaise Pascal (Blaise Pascal, 1941) y Henri Bergson (Henri Bergson et le Catholicisme, 1941), al que le unía una gran amistad. Algunos de sus ensayos teológicos de carácter divulgativo gozan todavía de una amplia difusión, como Cathécisme des incroyants (1930), Dieu ou rien (1933), o los de inspiración moral, como La vie catholique (1921) y Recueillement (1935). El teólogo también se ocupó de asuntos relacionados con el arte, como la guía de viajes Un pélerinage artistique à Florence (1895) y Art et apoleogétique (1909).
Algunas publicaciones traducidas al español
- El arte y la moral (1910).
- La Iglesia (1918).
- Catecismo de los incrédulos (1934).
- Las fuentes de la creencia en Dios (1943).
- La vida intelectual (1944).
- El incrédulo ante la fe (1944).
- Santo Tomás de Aquino (1945).
- Las grandes tesis de la filosofía tomista (1948).
- El problema del mal (1951).
- Deberes: trayectoria de vida espiritual (1953).
- Meditaciones (diez minutos de lectura espiritual diarios) (1958).
- Nuestra vida (1962).
- El Cristianismo y las filosofías (1966).
- La idea de creación y sus resonancias filosóficas (1969)